# Labroma tuberculata
Labroma tuberculata là một loài bọ cánh cứng trong họ Bọ hung (Scarabaeidae).